# Parafia św. Andrzeja Apostoła w Mąkolnie
Parafia Świętego Andrzeja Apostoła w Mąkolnie – parafia rzymskokatolicka, znajdująca się w diecezji włocławskiej, w dekanacie sompoleńskim. 

## Galeria

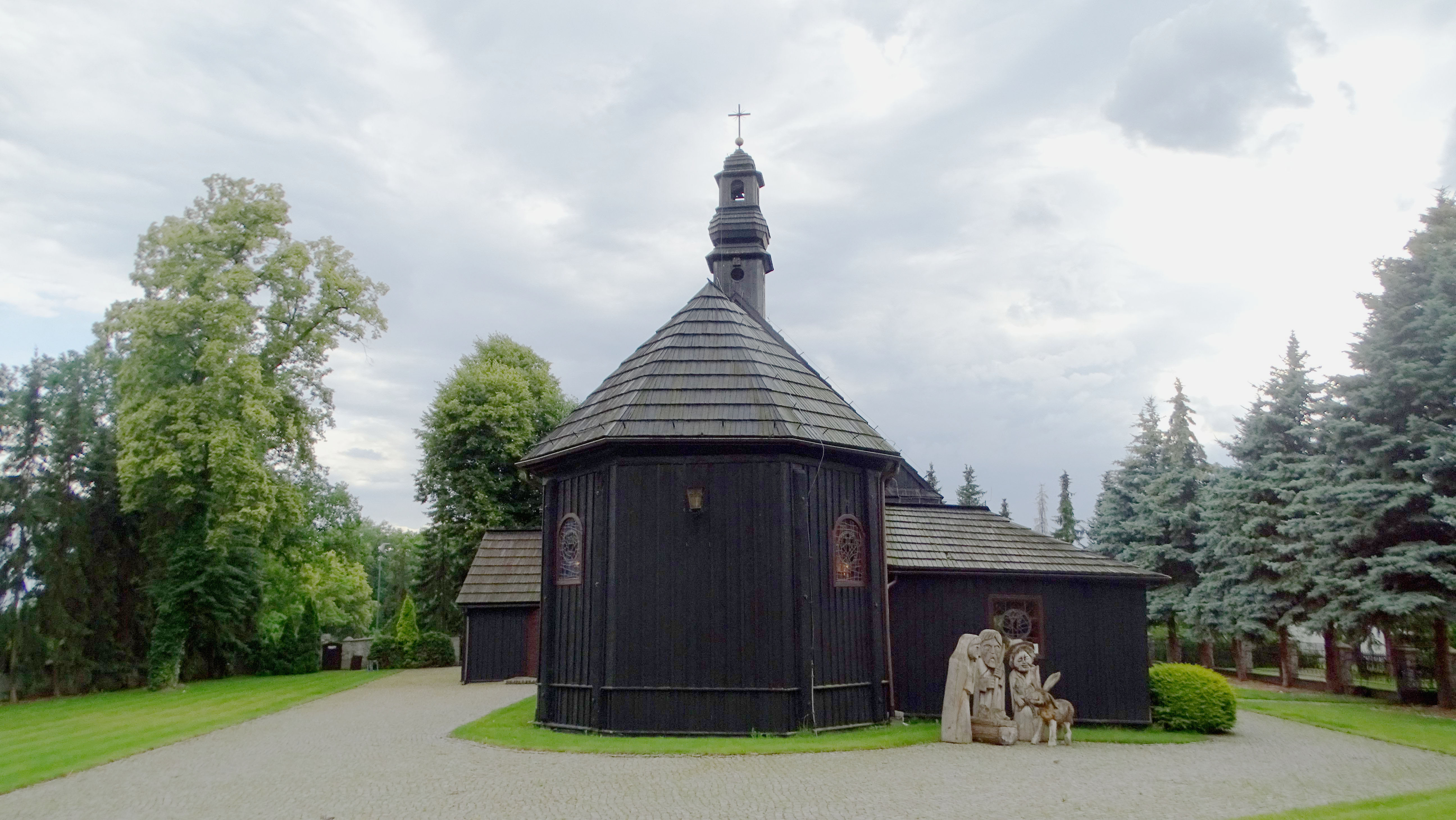
Kościół parafialny
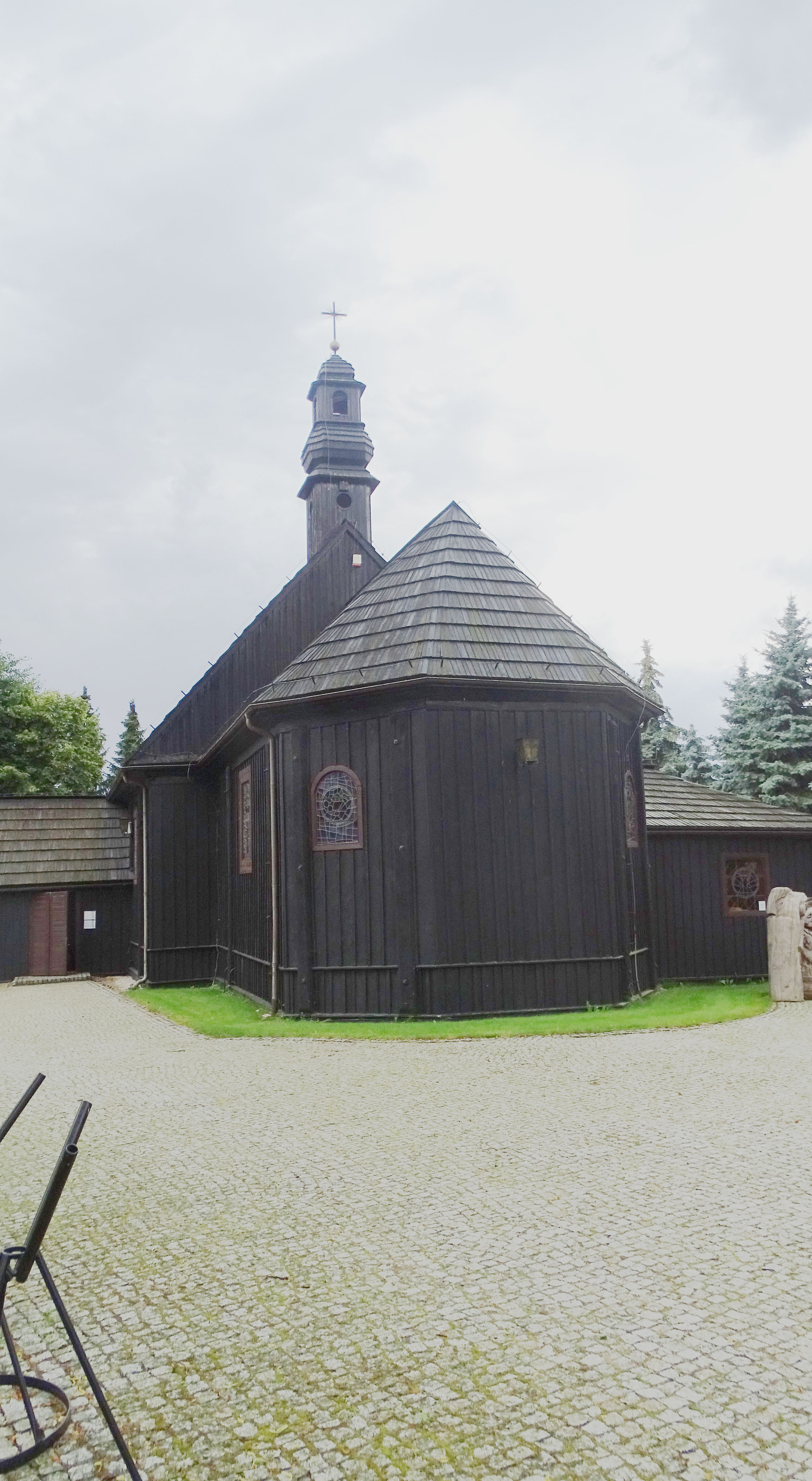
Kościół parafialny
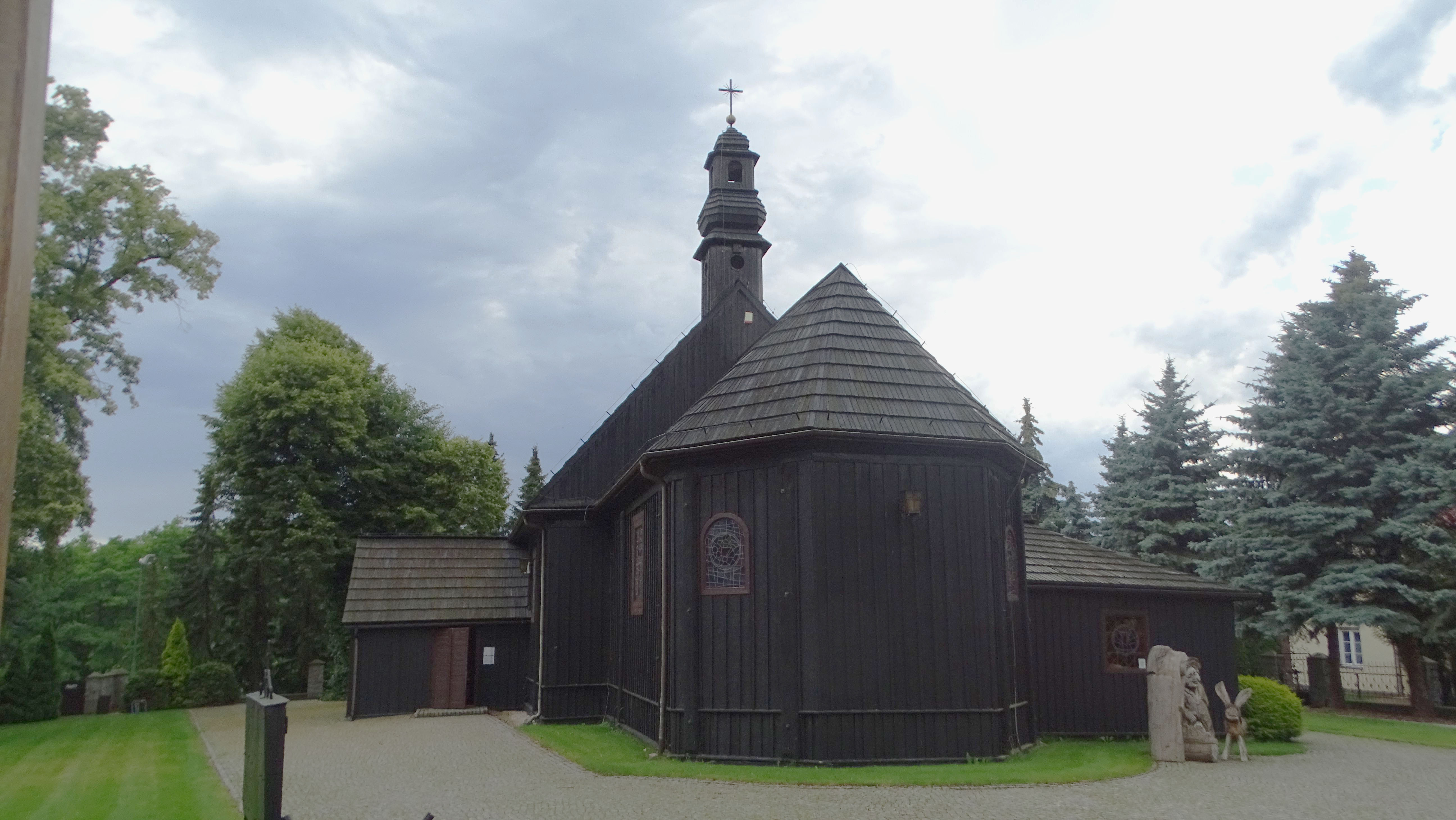
Kościół parafialny
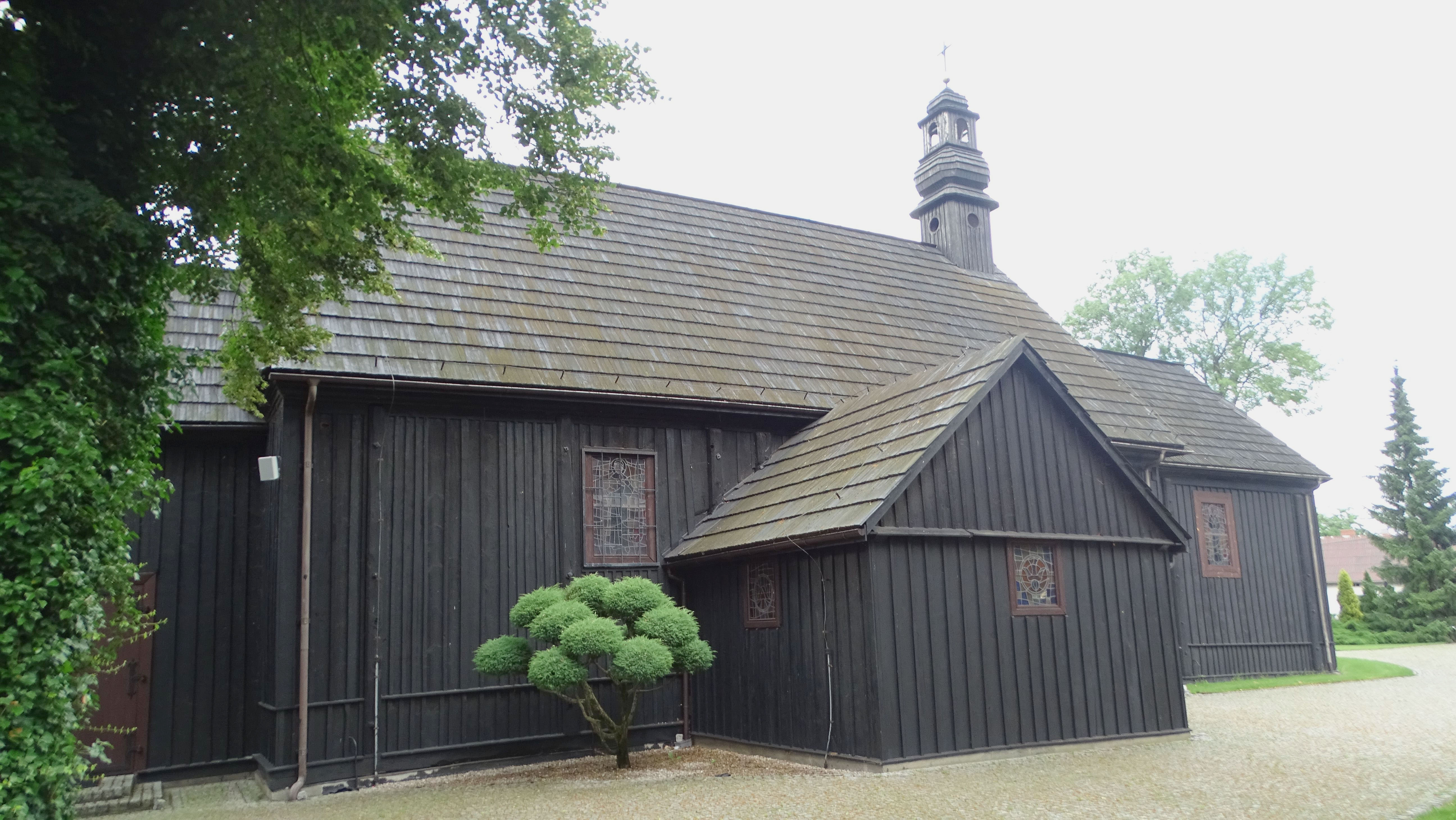
Kościół parafialny
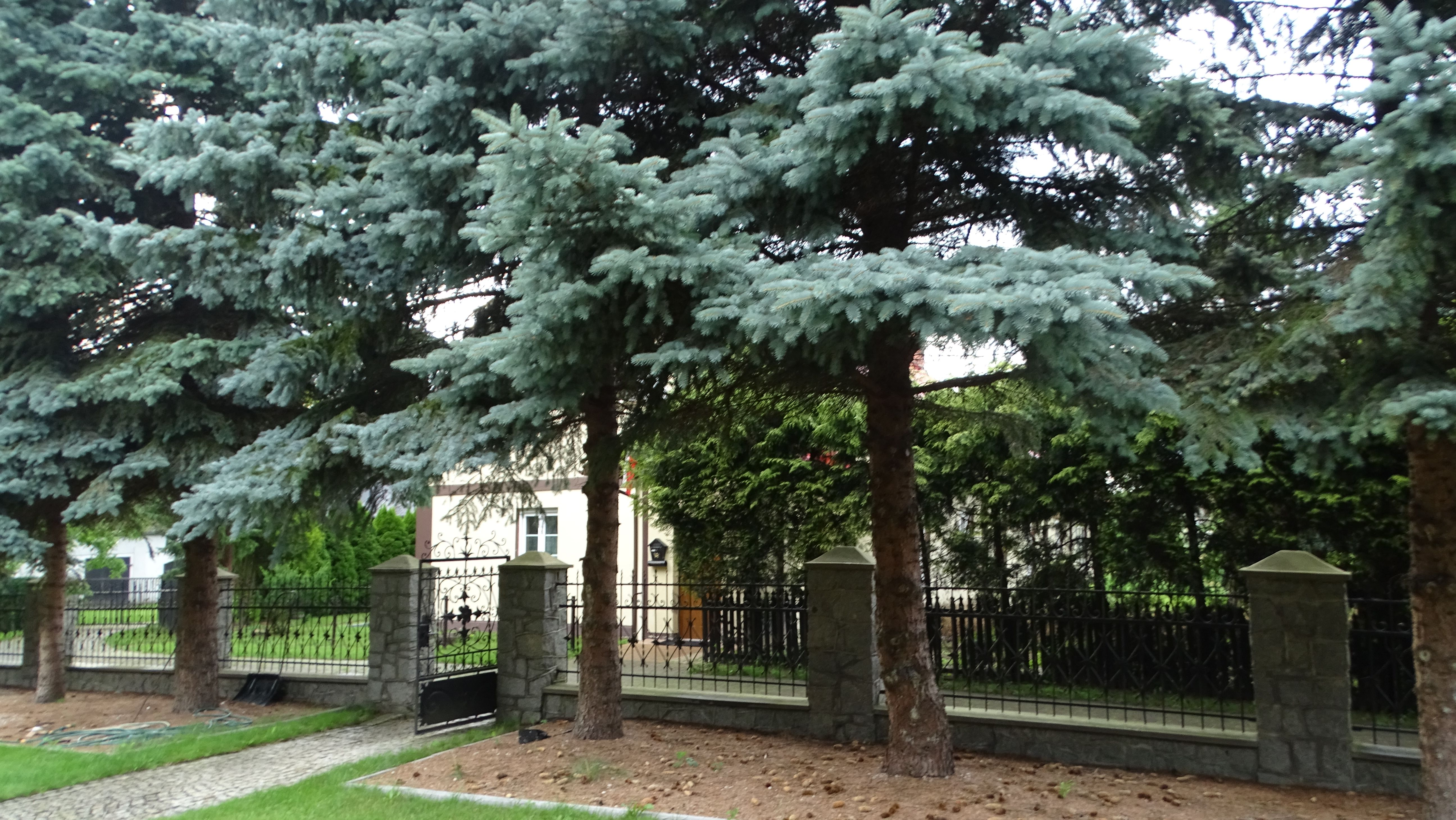
Plebania
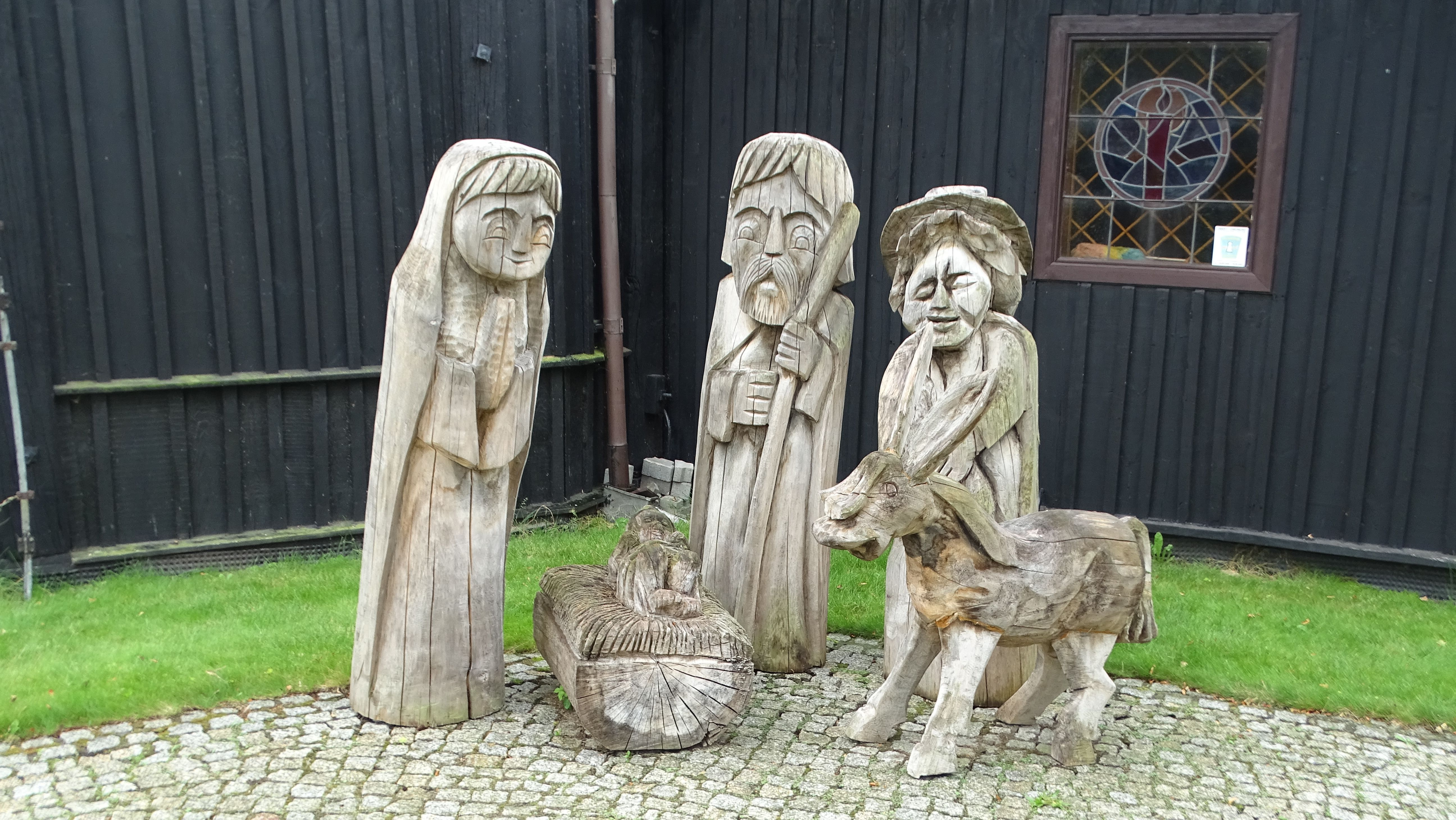
Drewniane figury Świętej Rodziny
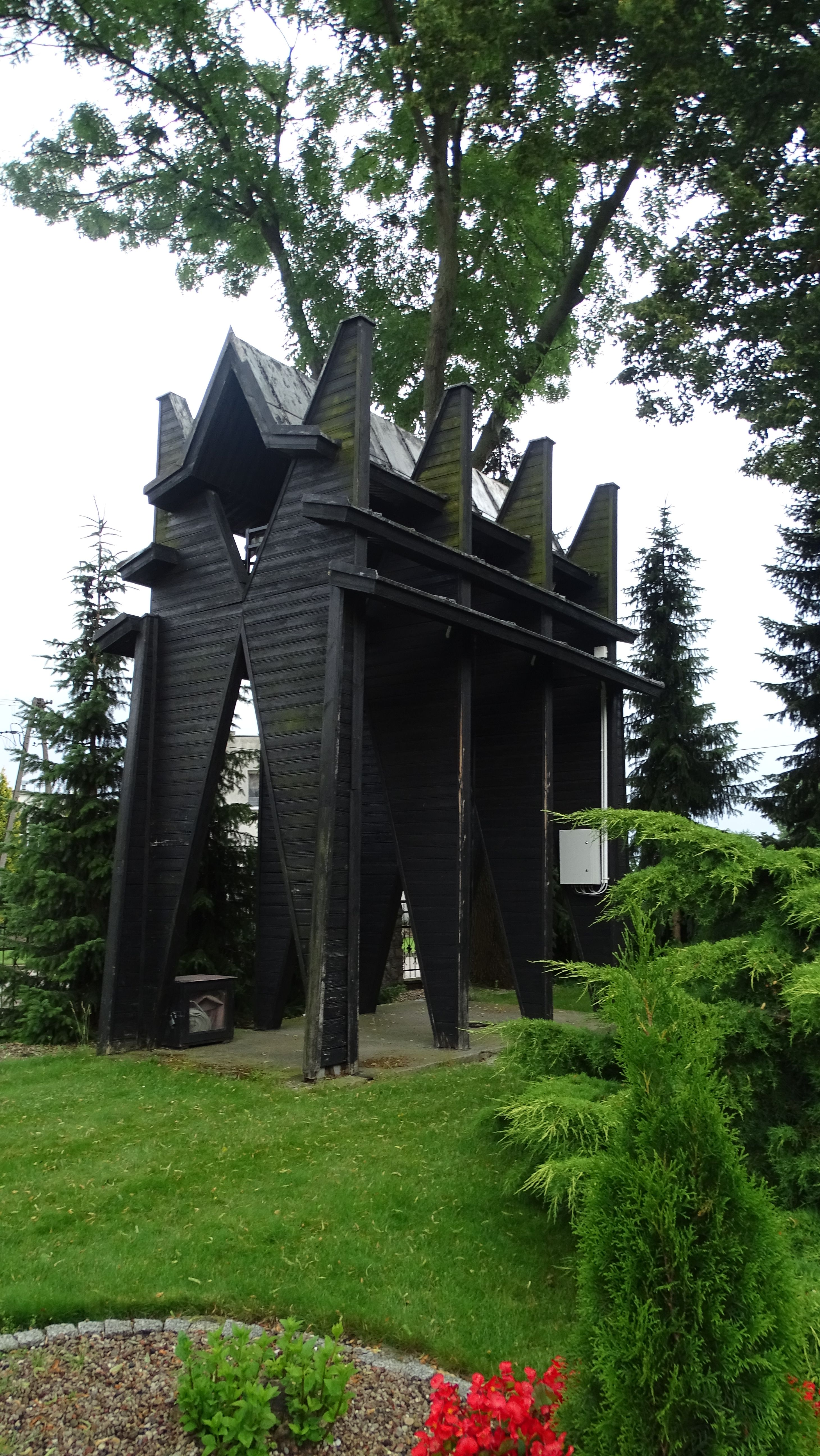
Dzwonnica
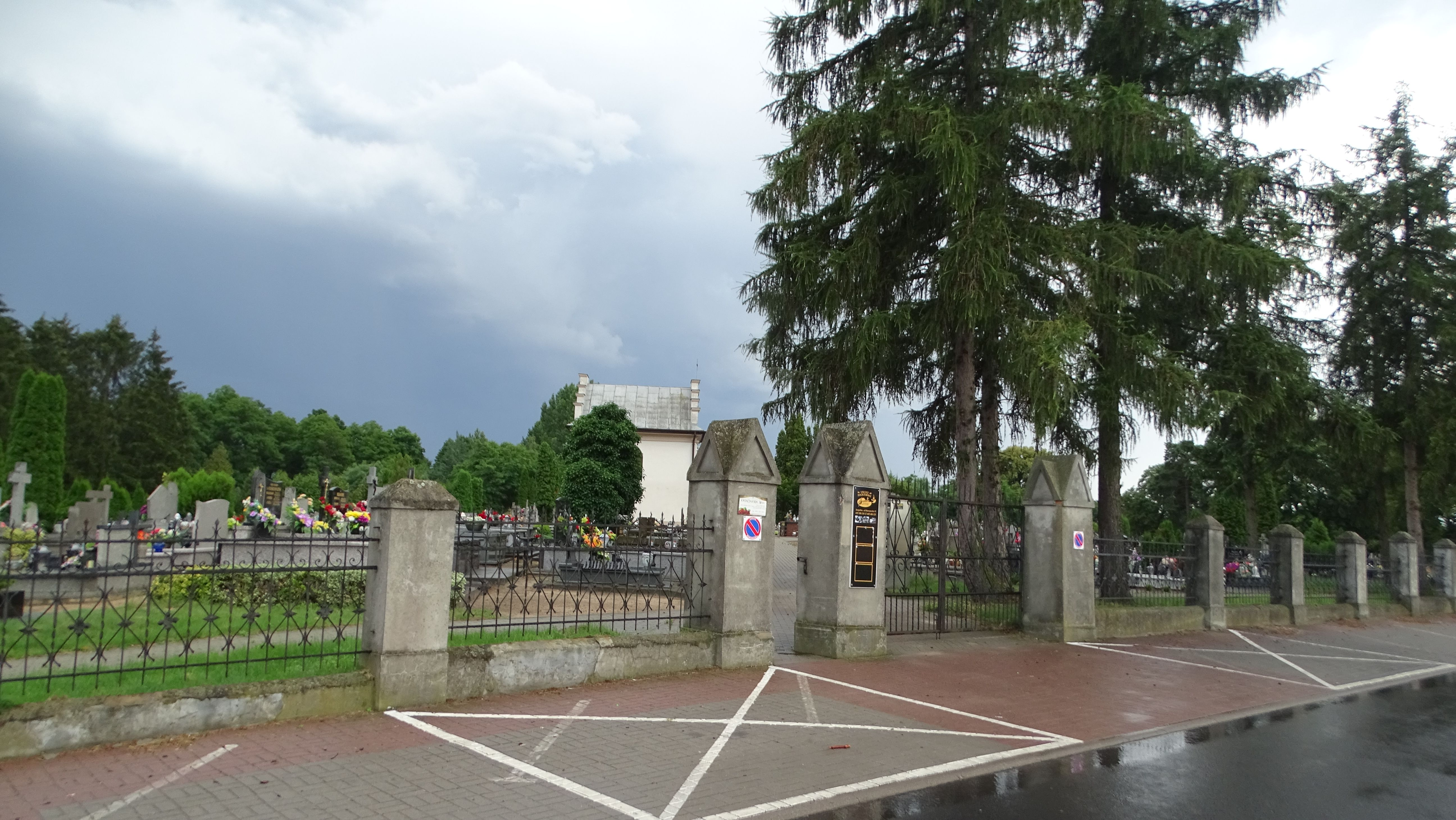
Cmentarz parafialny
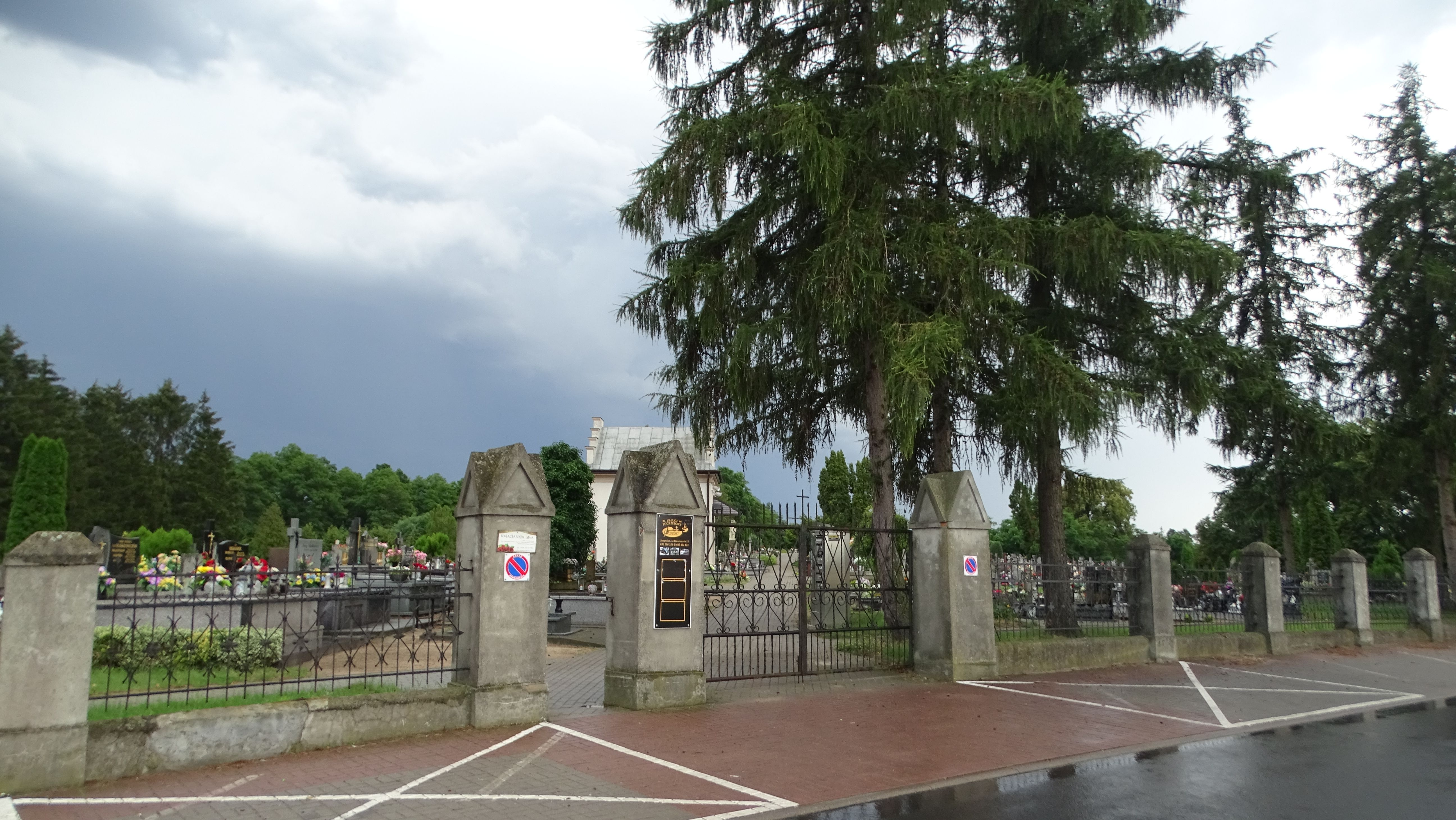
Cmentarz parafialny
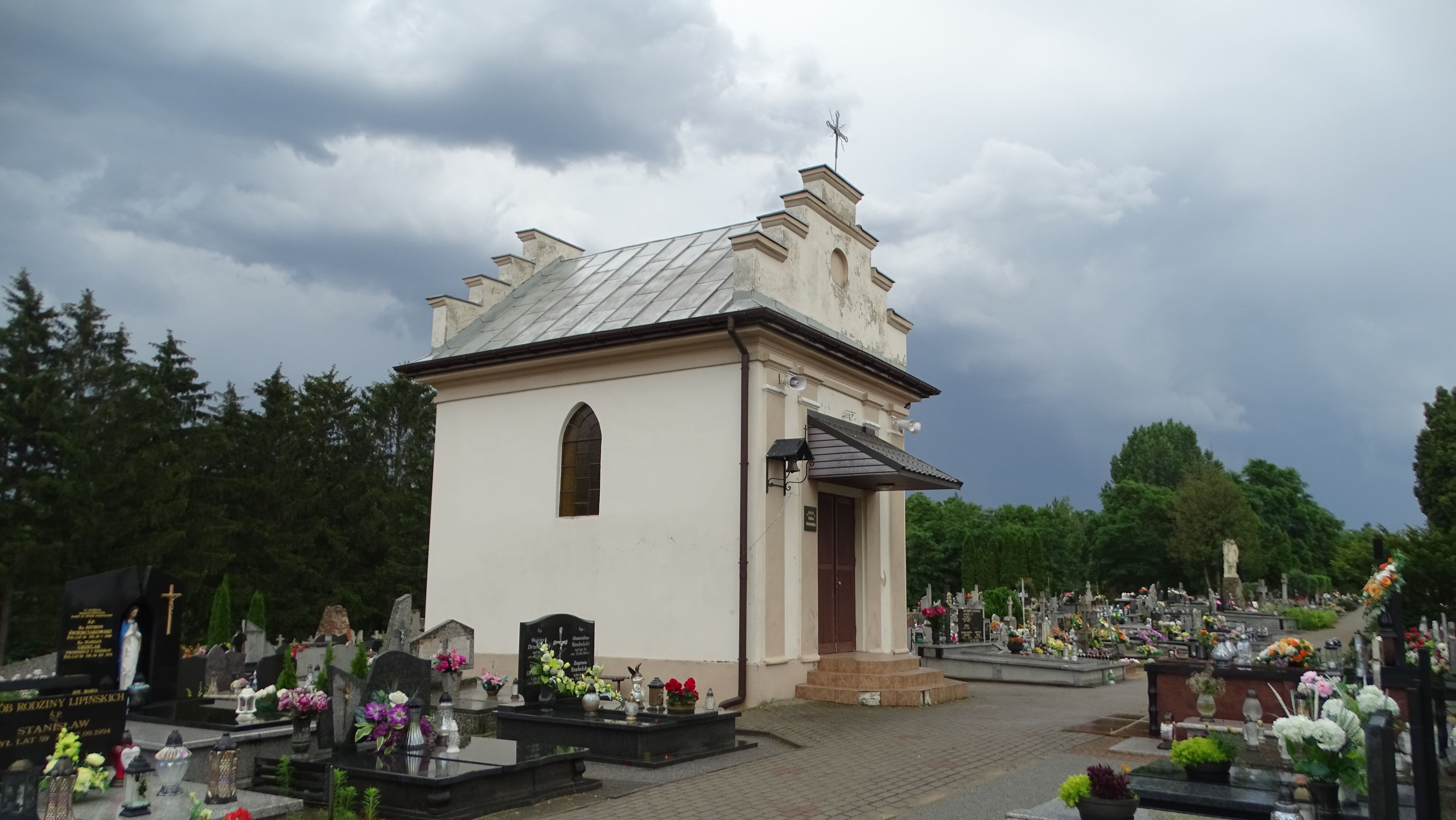
Kaplica cmentarna
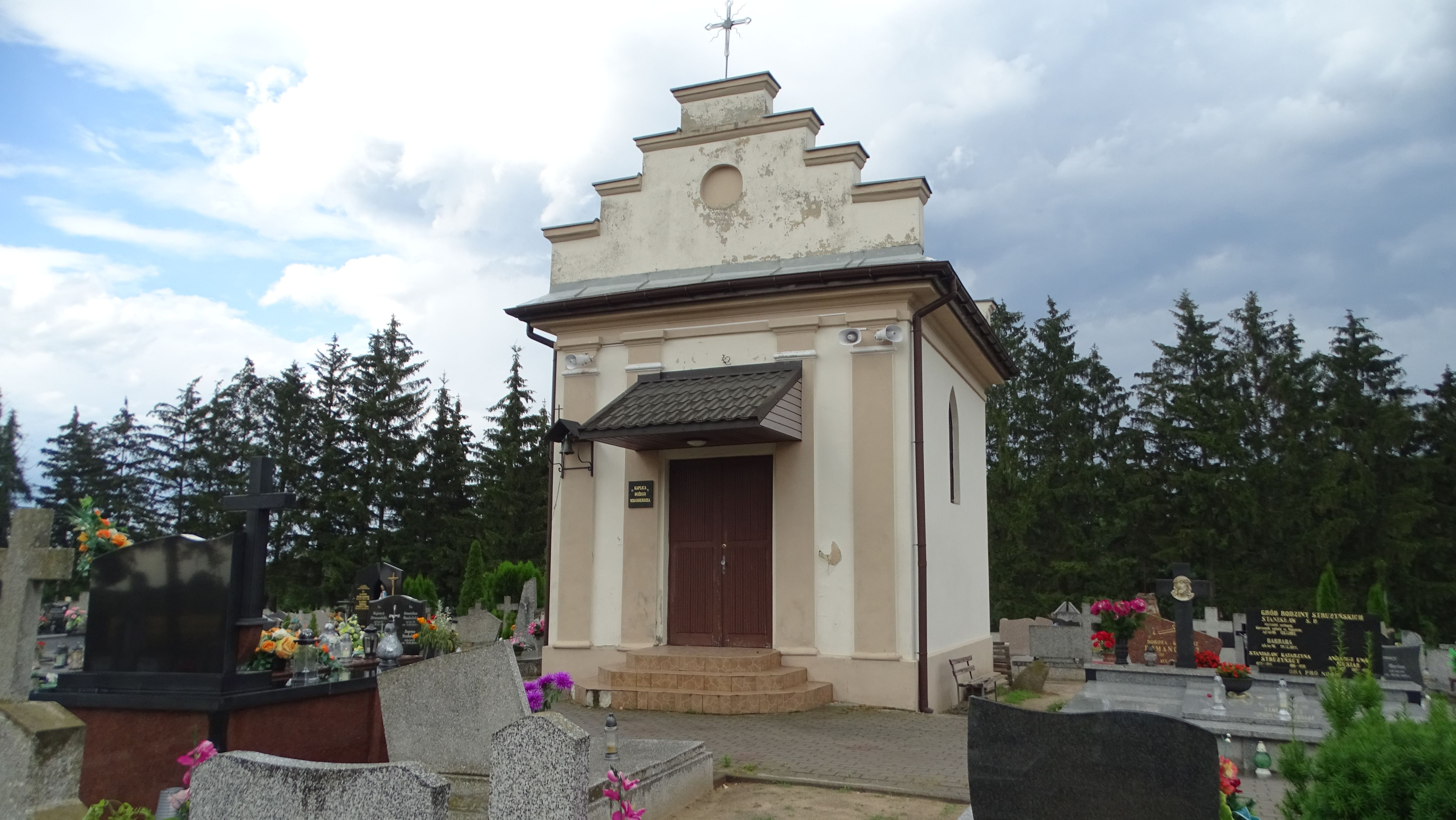
Kaplica cmentarna
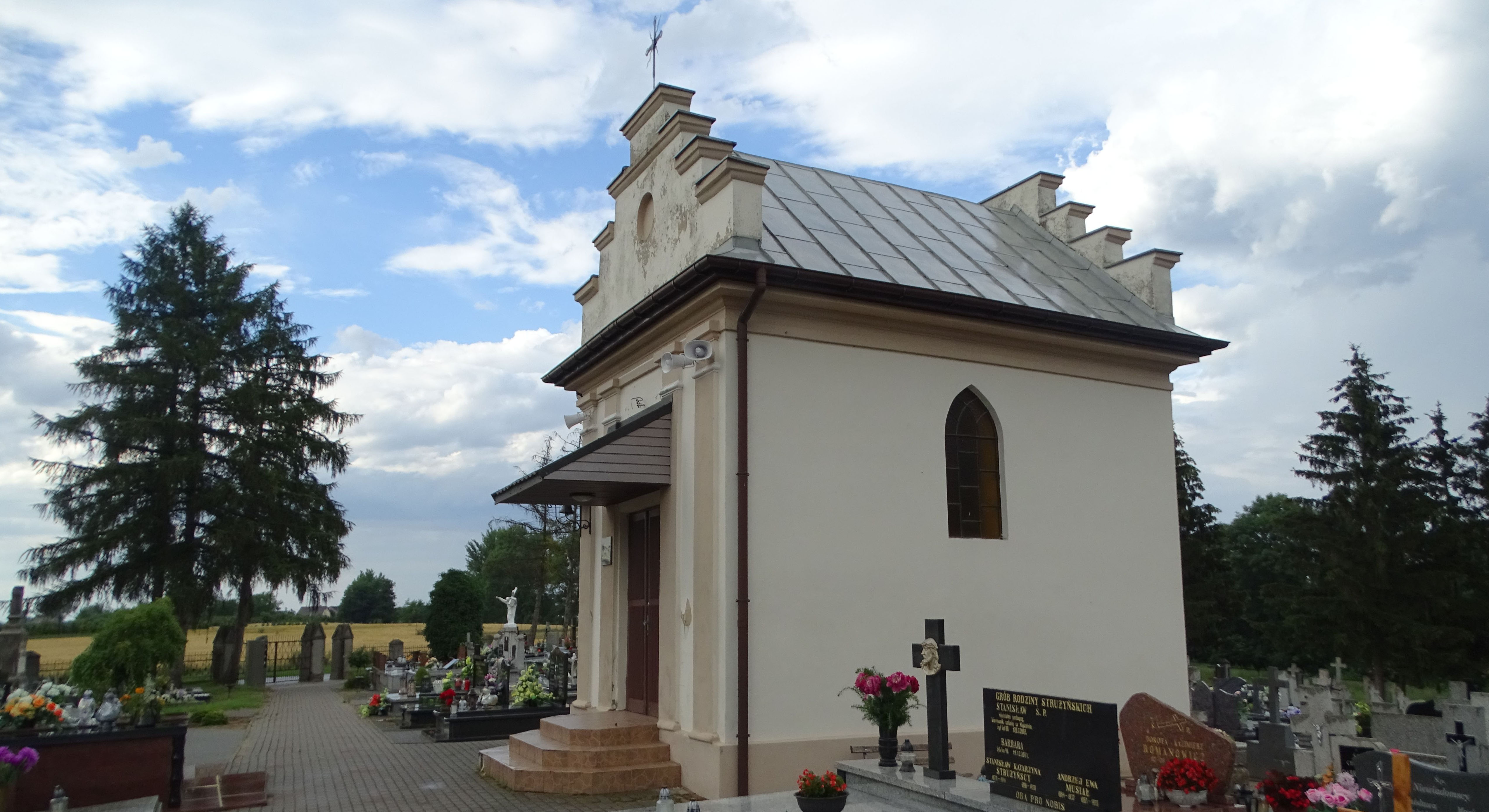
Kaplica cmentarna